# Caroline Polachek
Caroline Polachek (* 20. června 1985 New York) je americká zpěvačka, hudební skladatelka a producentka, členka různých hudebních uskupení.

## Životopis
Caroline se narodila v New Yorku na Manhattanu, ale vyrůstala v Japonsku a v Connecticutu, v rodině finančního analytika a hudebníka Jamese Montela Polacheka (1944-2020) a Elizabeth Allanové. Po dědečkovi z otcovy strany má slovenské židovské kořeny. Dědeček se jmenoval Monroe M. Polaček, narodil se ve slovenské vesnici Lastomír a byl synem Artura Poláčka a Barbary Baur-Aneis. Barbara byla dcerou Cvi Herše Aneise a Mariam Auslander. Babička z otcovy strany Ada Šils pocházela z uherské židovské rodiny, byla dcerou Benjamina Šilse a Diny Berkowitz.  V dětství poznala a zpívala i  tradiční japonské písně, jako teeneger obdivovala alternativní hudbu: Björk, Kate Bush a Fionu Apple, ale také Céline Dion.

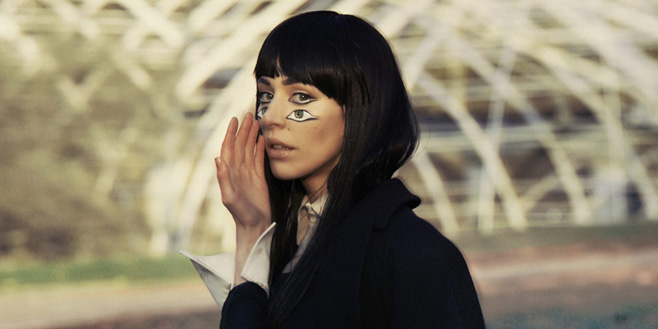
V roce 2014 vystupovala pod jménem Ramona Lisa

Studovala na Newyorské univerzitě a v Coloradu. Během studií na Univerzitě v Coloradu v roce 2005 založila spolu s Aaronem Pfenningem duo Chairlift. Počínaje rokem 2007 v kapele působil jako třetí hudebník Patrick Wimberly. Naopak roku 2010 odešel Pfenning. Svou činnost kapela ukončila roku 2017.
Od roku 2010 dále působila v projektu Girl Crisis. Během své kariéry spolupracovala s mnoha dalšími hudebníky, mezi něž patří například Sebastian Blanck, Flosstradamus a Beyoncé. V roce 2013 se začala věnovat sólové dráze, a to pod pseudonymem Ramona Lisa. Již následujícího roku vydala pod tímto jménem své první sólové album s názvem Arcadia. První album pod jménem Caroline Polachek vydala roku 2019, dostalo název Pang.
V roce 2015 se provdala za umělce – fotografa Iana Drennana a její fotografie se začaly objevovat v magazínu Vogue. Rozvedla se roku 2017.
V listopadu 2017 vystupovala jako host při dvou vystoupeních velšského hudebníka Johna Calea v New Yorku.
Kromě svého zpěvu v různých kapelách píše písně pro jiné zpěváky, například No Angel pro Beyoncé (2013 na albu, nominovaném na Cenu Grammy), a produkuje svá alba. 
Druhé studiové album ohlásila na únor 2023. 